# Capitano
Capitano è un grado militare di molte forze armate e corpi di polizia del mondo. Inoltre, fino al 31 dicembre 2007, quella di capitano di lungo corso era la denominazione del titolo professionale marittimo sul certificato di competenza, documento indispensabile per chi ambiva a poter esercitare il comando di una nave civile ovvero mercantile. 
Il termine deriva dal latino capitanu(m), da căput, capo. In tutti i corpi e forze armate, ad esclusione di quelli di marina, è il massimo grado degli ufficiali inferiori, ed è superiore al tenente e subordinato al maggiore. Nelle marine mercantili e militari quello di capitano è storicamente il grado o il titolo dell'ufficiale superiore incaricato al comando di una nave ovvero di un vascello, ed è il massimo grado degli ufficiali superiori (vedi capitano di lungo corso, capitano superiore di lungo corso e quelli di capitano di vascello, capitano di fregata e capitano di corvetta) e in molte marine sia mercantili che militari è il titolo che contraddistingue il comandante della nave, che, per evitare disorientamento, diciamo che in lingua inglese viene tradotto con il termine captain.

## Italia

### Forze armate
Il grado di capitano, abbreviato come Cap., è impiegato da Esercito Italiano, Carabinieri, Guardia di Finanza, Aeronautica Militare e Corpo Militare Volontario CRI. Nella Marina Militare il grado omologo è tenente di vascello.
È giusto far notare che nella marina militare italiana con il termine capitano si indicano i gradi dei tre ufficiali superiori CV, CF, CC, ovvero: capitano di vascello, capitano di fregata, capitano di corvetta.
Il codice di corrispondenza, nella scala gerarchica delle forze armate dei paesi membri della NATO, è OF-2.
Il distintivo di grado del capitano per l'Esercito, i Carabinieri, la Guardia di Finanza e il Corpo Militare Volontario CRI è costituito da tre stellette. Per la Marina Militare (il cui grado omologo è tenente di vascello) da un giro di bitta e due binari, per l'Aeronautica Militare da una losanga e due binari.
Solitamente un capitano è al comando di una compagnia di fanteria, uno squadrone di cavalleria o una batteria di artiglieria. In Aeronautica può rivestire l'incarico di comandante di una squadriglia, nei Carabinieri può essere al comando di una compagnia. Tra queste vi sono quelle appartenenti all'organizzazione territoriale dell'Arma, aventi alle dipendenze più stazioni e quindi giurisdizione su più comuni. L'ufficiale con il grado di capitano può, inoltre, ricoprire incarichi di stato maggiore o avere la direzione di uffici o servizi con funzioni di carattere tecnico, logistico e amministrativo.
I capitani del ruolo normale, dopo cinque anni di permanenza nel grado, sono chiamati a frequentare il Corso di stato maggiore (in passato noto come Scuola di guerra dell'esercito).
Gli ufficiali con il grado di capitano che ricoprono un incarico superiore hanno il distintivo di grado per controspallina costituito da una corona turrita dorata e da una stella di bronzo bordata d'argento.

#### Primo capitano
Per i capitani (o per i tenenti di vascello della Marina Militare) delle forze armate italiane che permangono per molto tempo nel grado è attribuita la qualifica di primo capitano (primo tenente di vascello nella Marina Militare) introdotta con regio decreto 28 marzo 1915, n. 339 con anzianità minima di 12 anni nel grado di capitano, oppure 20 anni di anzianità come ufficiale in servizio permanente. 
Tale criterio, di fatto, permane tutt'oggi, ma per prassi è riservato agli ex marescialli che sono transitati nel Ruolo Speciale Ufficiali, e che quindi hanno una progressione molto lenta rispetto a coloro che sono entrati nel Ruolo per concorso a nomina diretta ovvero ex AUC, oggi AUFP, che al termine della ferma hanno passato la selezione per il servizio permanente effettivo e ancor più lenta rispetto agli Ufficiali del Ruolo normale, cioè coloro che provengono dall'Accademia Militare di Modena.
Nella prima guerra mondiale e nella seconda guerra mondiale furono frequenti i casi di primi capitani al comando di battaglioni.
Di fatto però oggi, per prassi, il grado di primo capitano sta andando in disuso, tendendo ove possibile ad avanzare i Capitani ex marescialli, poco prima o subito dopo il congedo per pensionamento, al grado di Maggiore a titolo onorifico.

### Distintivi di grado

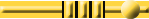
soggolo da capitano dell'Esercito Italiano

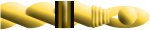
soggolo da capitano con incarichi del grado superiore

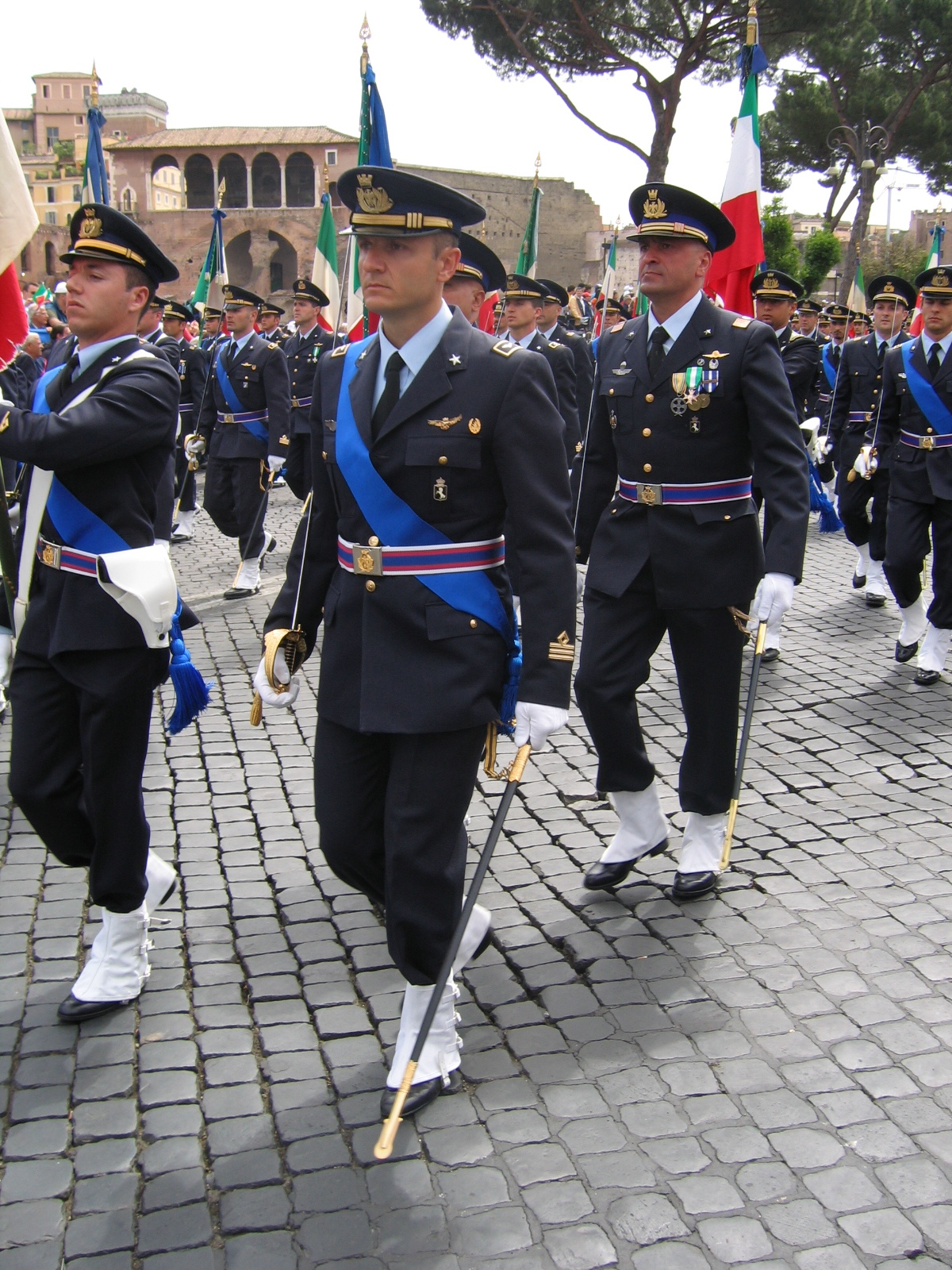
Capitano pilota dell'Aeronautica Militare in alta uniforme da parata con sciarpa azzurra, sciabola, cinturone e uose.

Distintivo per controspallina di capitano dell'Esercito Italiano
Distintivo per controspallina di primo capitano dell'Esercito Italiano
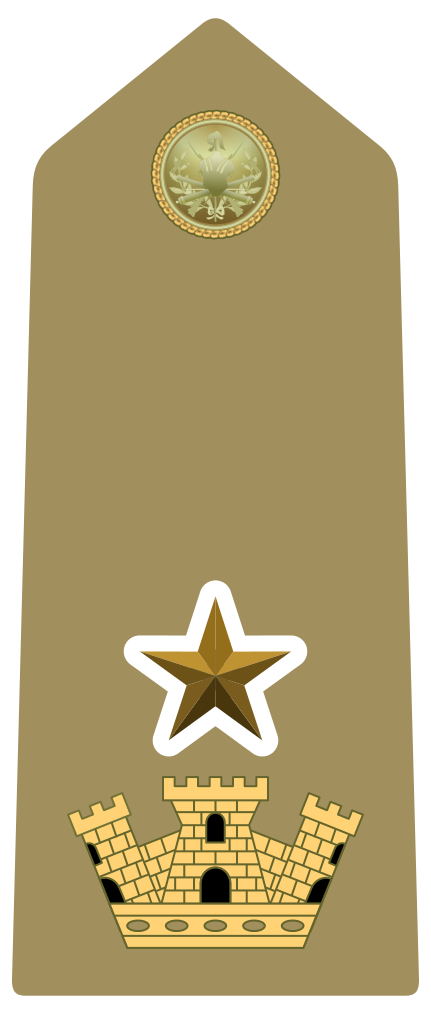
Distintivo di capitano con funzioni di grado superiore dell'Esercito Italiano

Distintivo per paramano di tenente di vascello (grado omologo) della Marina Militare Italiana
Distintivo per paramano di primo tenente di vascello della Marina Militare Italiana

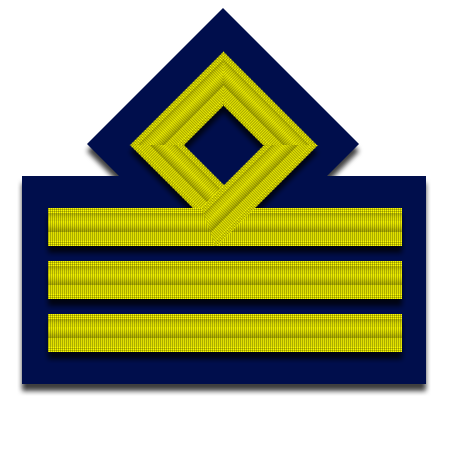
Distintivo per paramano di capitano dell'Aeronautica Militare
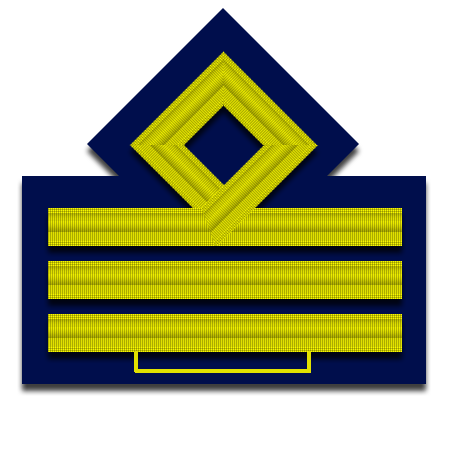
Distintivo per paramano di primo capitano dell'Aeronautica Militare

Distintivo per controspallina di capitano dell'Arma dei Carabinieri
Distintivo per controspallina di primo capitano dei Carabinieri

### Comparazione con le qualifiche dei corpi a ordinamento militare

Distintivo di grado per controspallina di capitano della Guardia di Finanza
Distintivo di grado per controspallina di vice ispettrice di centro di mobilitazione e di ispettrice provinciale del Corpo delle Infermiere Volontarie della Croce Rossa Italiana

### Comparazione con le qualifiche dei corpi a ordinamento civile
Nei corpi di polizia i "gradi" sono stati sostituiti dalle "qualifiche" solo in parte corrispondenti ai gradi militari vigenti nell'Esercito italiano, nell'Arma dei Carabinieri e nella Guardia di Finanza. L'art. 32 del decreto legislativo n. 298 del 2000 Riordino del reclutamento, dello stato giuridico e dell'avanzamento degli ufficiali dell'Arma dei carabinieri, a norma dell'articolo 1 della legge 31 marzo 2000, n. 78, ha fissato la seguente equiparazione tra gradi e qualifiche:

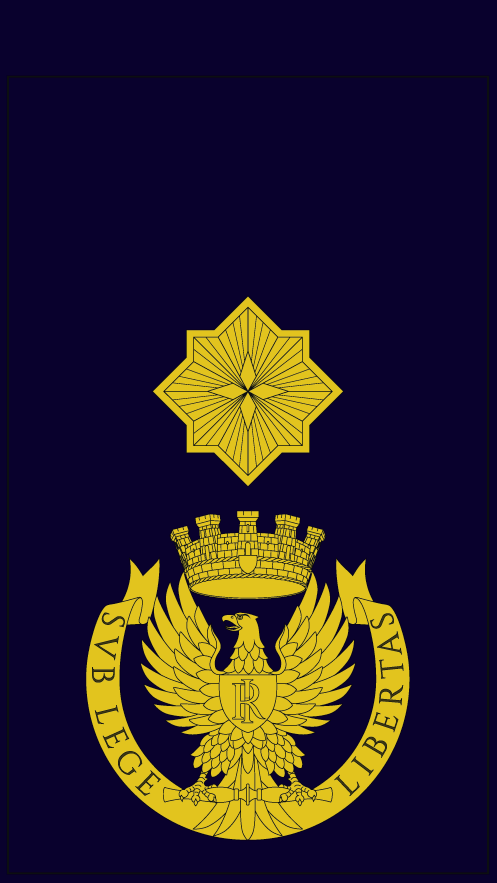
Distintivo di qualifica per controspallina di commissario capo della Polizia di Stato
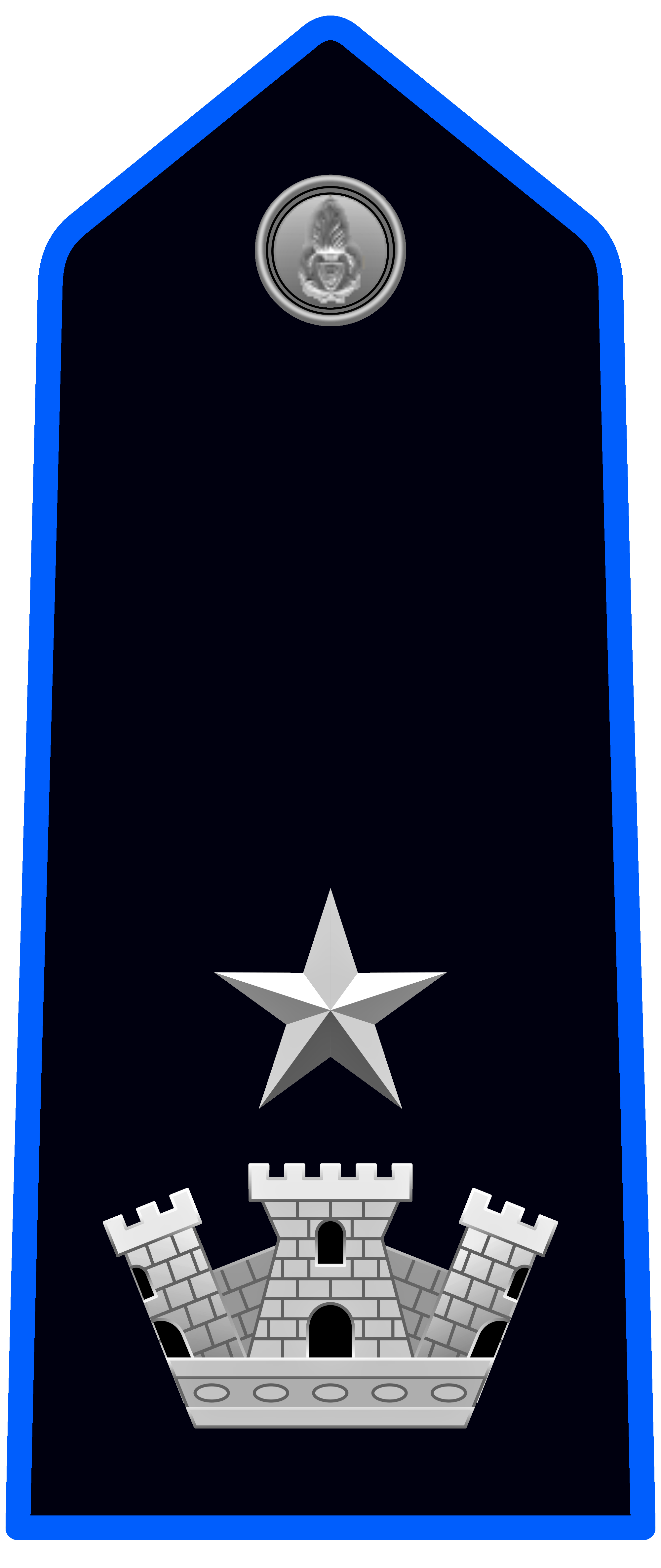
Distintivo di qualifica per controspallina di commissario capo della Polizia penitenziaria
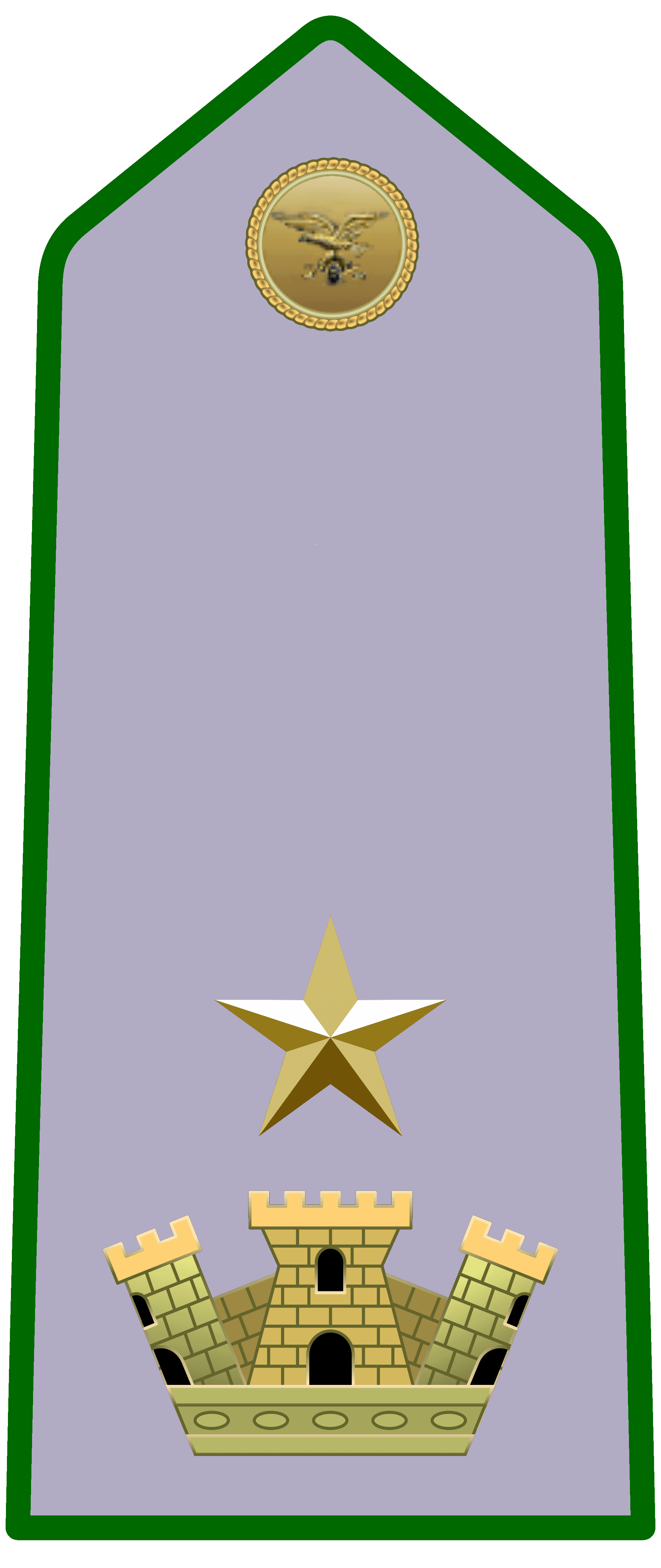
Distintivo di qualifica per controspallina di commissario capo del Corpo forestale dello Stato
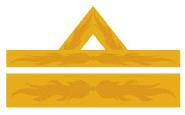
Distintivo di qualifica di direttore del Corpo nazionale dei vigili del fuoco

### Marina Mercantile Italiana
Nella Marina Mercantile Italiana sono esistiti i "titoli professionali marittimi" di capitano di lungo corso, capitano superiore di lungo corso, capitano di macchina e capitano superiore di macchina.
In riferimento a quanto disciplinato dal Codice della navigazione, i possessori dei titoli di Capitano e capitano superiore di "lungo corso" potevano assumere il comando di navi di qualunque tipo e di qualunque tonnellaggio e per qualunque destinazione senza nessuna limitazione, così come i possessori dei titoli di "macchina" potevano assumere la direzione di macchina su navi di qualunque tipo, di qualunque tonnellaggio e con impianti per la propulsione e per la produzione di energia elettrica senza nessuna limitazione di potenza.
Tuttavia la denominazione di "capitano" per questi titoli professionali marittimi è stata aggiornata prima con il decreto ministeriale 5 ottobre 2000 (che in loro sostituzione istituiva per la sezione di coperta i titoli di capitano e capitano di II classe e quelli di capitano di macchina e di capitano di macchina di II classe per l'altra), sostituiti a loro volta dal decreto ministeriale del 30 novembre 2007 (e sue successive modificazioni) che ha istituito i titoli di primo ufficiale di coperta e primo ufficiale di macchina; ciò nonostante i vecchi titoli rimasero comunque validi per equipollenza dietro domanda di conversione alla Capitaneria di porto sino al 2009.
In ogni caso, coloro i quali fossero entrati in possesso di quei titoli ovvero quelli di Capitano di lungo corso, capitano superiore di lungo corso, Capitano di macchina e capitano superiore di macchina, possono legittimamente continuare a potersene fregiare.
È d'obbligo comunque far notare che i titoli sostitutivi dei titoli di lungo corso e macchina sono i seguenti :
Il titolo di Capitano di lungo corso è stato sostituito dalla certificazione di "Comandante su Navi di Stazza Lorda uguale o superiore a 3000 GT"; il titolo di Capitano di macchina è stato sostituito dalla certificazione di "Direttore di macchina su navi di Stazza Lorda uguale o superiore a 3000 GT".

### Regno delle Due Sicilie
Nel Real Esercito del Regno delle Due Sicilie erano presenti i gradi di Capitan tenente Capitano aiutante e Capitano comandante. Il distintivo di grado era costituito da due spalline di cui una sola con giglio, mentre il distintivo di grado di Capitano aiutante e Capitano comandante era costituito da due spalline entrambe con giglio.
Il grado di Capitan tenente era superiore a Primo tenente, mentre i gradi di Capitano aiutante e Capitano comandante erano inferiore al grado di Maggiore.

## San Marino

### Corpo della Gendarmeria
Nella Gendarmeria di San Marino il grado di capitano, fa parte degli ufficiali subalterni.

Insegna di grado per controspallina di capitano della Gendarmeria di San Marino

## Austria, Germania e Svizzera
Hauptmann è il termine tedesco per indicare il grado di capitano dell'esercito. Il grado fa parte degli Ufficiali inferiori. Il grado è presente anche nel Bundesheer austriaco e nell'Esercito svizzero.

### Germania
Nell'Esercito tedesco il grado è superiore a Oberleutnant e inferiore a Stabshauptmann. Il grado è presente anche nella Luftwaffe, mentre nella Deutsche Marine il grado corrispondente è Kapitänleutnant (tenente di vascello). In Austria e Svizzera il grado è superiore a Oberleutnant e inferiore a Major ed è il grado più alto degli ufficiali inferiori.
| Heer | Luftwaffe                                                           |
| --- | ------------------------------------------------------------------- |
| - Hauptmann i.G. (servizio di stato maggiore) - Hauptmann (fanteria meccanizzata) - Hauptmann d.R. (fanteria meccanizzata di riserva) - Hauptmann HAufkl (uniforme ordinaria degli esploratori) | - Hauptmann (uniforme da campagna) - Hauptmann (uniforme ordinaria) |

### Precedenti ordinamenti
Nel Reichsheer, nel Reichswehr e nella Wehrmacht era il grado più alto degli Ufficiali inferiori. Nella cavalleria e nell'artiglieria il grado equivalente era Rittmeister, mentre in Marina il grado corrispondente era Kapitänleutnant. Durante il regime nazista il grado omologo nelle SS era Hauptsturmführer.

### Svizzera
Nell'esercito svizzero, il grado di capitano (capitaine in francese, Hauptmann in tedesco) (abbreviato cap) è un ufficiale che comanda una compagnia (batteria nel caso delle truppe di artiglieria). Certe volte può pure essere ufficiale nello Stato Maggiore di un battaglione.
Il furiere e il sergente maggiore capo (con la funzione di sergente maggiore di unità) sono i suoi collaboratori diretti.

Distintivo da capitano

### Termini derivati
Più in generale, può essere usato per indicare il capo gerarchico di una struttura organizzata di persone, spesso come parola composta. Ad esempio, un Feuerwehrhauptmann è, in Austria, il capitano di una brigata di vigili del fuoco, mentre la parola (desueta) Räuberhauptmann si riferisce al capo di una banda di rapinatori (capobanda). Cariche civili austriache che incorporano la parola sono: Landeshauptmann, Bezirkshauptmann, Burghauptmann e Berghauptmann.
Il nome è utilizzato anche nelle regioni del Tirolo storico (Tirolo austriaco, Trentino-Alto Adige) e della Baviera, per indicare i capitani delle cosiddette Schützenkompanie (Compagnie dei bersaglieri tirolesi). In Sassonia durante la Repubblica di Weimar, i titoli di Kreishauptmann e Amtshauptmann erano assegnati a dei civili al servizio della pubblica amministrazione.

## Brasile
In Brasile, Capitão è il grado che segue quello di Primeiro Tenente e precede quello di Major nell'Esercito e nell'Aeronautica. L'equivalente nella Marina è Capitão Tenente.
|                     |                   |                        |
| Exército Brasileiro | Marinha do Brasil | Força Aérea Brasileira |

## Polonia
Nelle Marina militare polacca, a differenza con altri stati, il grado di Capitano di Marina è paragonabili con il rango del Capitano dell'Esercito (OF-2) e Tenente di vascello. Ai gradi degli ufficiali superiori della Marina Militare italiana corrispondono:
- commodoro come capitano di vascello (OF-5);
- commodoro tenente come capitano di fregata (OF-4);
- commodoro sottotenente come capitano di corvetta (OF-3).

## Regno Unito

### British Army e Royal Marines
Nello British Army e nel Corpo dei Royal Marines il grado corrispondente all'omologo capitano dell'esercito italiano. Il esercito britannico non ha l'aggettivo "Royal" nel suo nome perché alcune unità con cui fu formato nel 1707 già non avevano il prefisso "Royal" nel proprio.

### Royal Navy
Come nella US Navy il grado di capitano corrisponde al capitano di vascello della marina militare.

## Stati Uniti

Galloni di Capitano della US Navy

Nel sistema militare USA, l'identica denominazione di Captain è riconducibile a due figure sostanzialmente differenti tra loro.

### US Navy e US Coast Guard
Il grado di capitano (in inglese captain) è un grado della scala gerarchica militare della US Navy e della US Coast Guard. Esso corrisponde al grado STANAG NATO OF-5; nella Marina Militare italiana l'identico livello gerarchico è proprio del grado di capitano di vascello, ovvero a quello di colonnello nell'Esercito Italiano e nell'Aeronautica Militare italiana, colonel dell'US Army e dell'US Marine Corps. Il grado di capitano è superiore a quello di comandante (commander) ed è inferiore a quello di commodoro (commodore) della British Royal Navy e a quello di retroammiraglio LH della US Navy.

### US Army, USMC e USAF
Nell'esercito USA (US Army), nel Corpo dei Marines (USMC) e nell'aviazione militare (United States Air Force) il grado di captain rappresenta il massimo grado dei "Company officers", subordinato al maggiore (major) e superiore al tenente (first lieutenant).

## Unione Sovietica e Russia
Nelle forze armate sovietiche e in quelle della Federazione Russa il grado di capitano nell'Aviazione sovietica e successivamente di quella russa così come dell'Esercito sovietico e in precedenza di quello russo il grado di capitano è l'omologo italiano del capitano dell'Esercito e dell'Aeronautica militare.
Nella Marina sovietica e in quella russa il grado di capitano appartiene al grado degli ufficiali superiori:
- capitano di 1º rango - omologo a capitano di vascello;
- capitano di 2º rango - omologo a capitano di fregata;
- capitano di 3º rango - omologo capitano di corvetta.

## Il grado di capitano nel mondo
Di seguito è riportata una lista dell'equivalente del grado per le principali forze armate mondiali:
- Argentina: Capitán
- Australia: Captain
- Canada: Captain
- Cina: Shang wei, 上尉
- Danimarca: Kaptajn
- Finlandia: Kapteeni o Kapten
- Francia: Capitaine
- Germania: Hauptmann
- Giappone: Ittō-Riku – 等陸尉 (Rikugun-tai-i 陸軍大尉)
- Iran: Sarvan
- Irlanda: Captain
- Israele: Séren, סרן
- Norvegia: Kaptein
- Regno Unito: Captain
- Russia: Kapitan, капитан
- Spagna: Capitán
- Svezia: Kapten
- Stati Uniti: Captain